# Frasnes-lez-Anvaing
Frasnes-lez-Anvaing ist eine belgische Gemeinde in der Provinz Hennegau. Die Gemeinde besteht aus den Ortschaften Anvaing, Arc-Ainières, Buissenal, Cordes, Dergneau, Forest, Frasnes-lez-Buissenal, Hacquegnies, Herquegies, Montrœul-au-Bois, Moustier, Œudeghien, Saint-Sauveur und Wattripont.

## Geschichte
König Karl I., der spätere Kaiser Karl der Große, bestätigte dem Kloster Chèvremont im Jahr 779 Besitz in „Fraxino“ (D_Kar_I, 124). Diesen Besitz bestätigte 844 auch Kaiser Lothar I. (D_Lo_I, 086).
Der Gemeindeteil Anvaing erschien erstmals 920/937 im Besitz des Klosters Saint-Amand, auch Elno genannt (Duvivier 1864, 022bis). Das Schloss wurde 1561 erbaut. Es diente den Grafen von Lannoy als Residenz, die es heute noch bewohnen. In einem Brief Erzherzog Albrechts von 1605 wird der Rat der französischen Stadt Hesdin (Dep. Pas-de-Calais) beauftragt, den Stadtschreiber Jean de Lannoy zu einer Ständeversammlung zu schicken (Katalog der 377. Köhler-Auktion 2021, Los 1026). Gräfin Stéphanie von Lannoy  heiratete 2012 den Erbgroßherzog Guillaume de Luxembourg.

## Persönlichkeiten
- Camille Desmarcheliers (1884–1914), Turner
- Maurice Fiévez (1890–1945), römisch-katholischer Geistlicher, NS-Opfer

## Weblinks

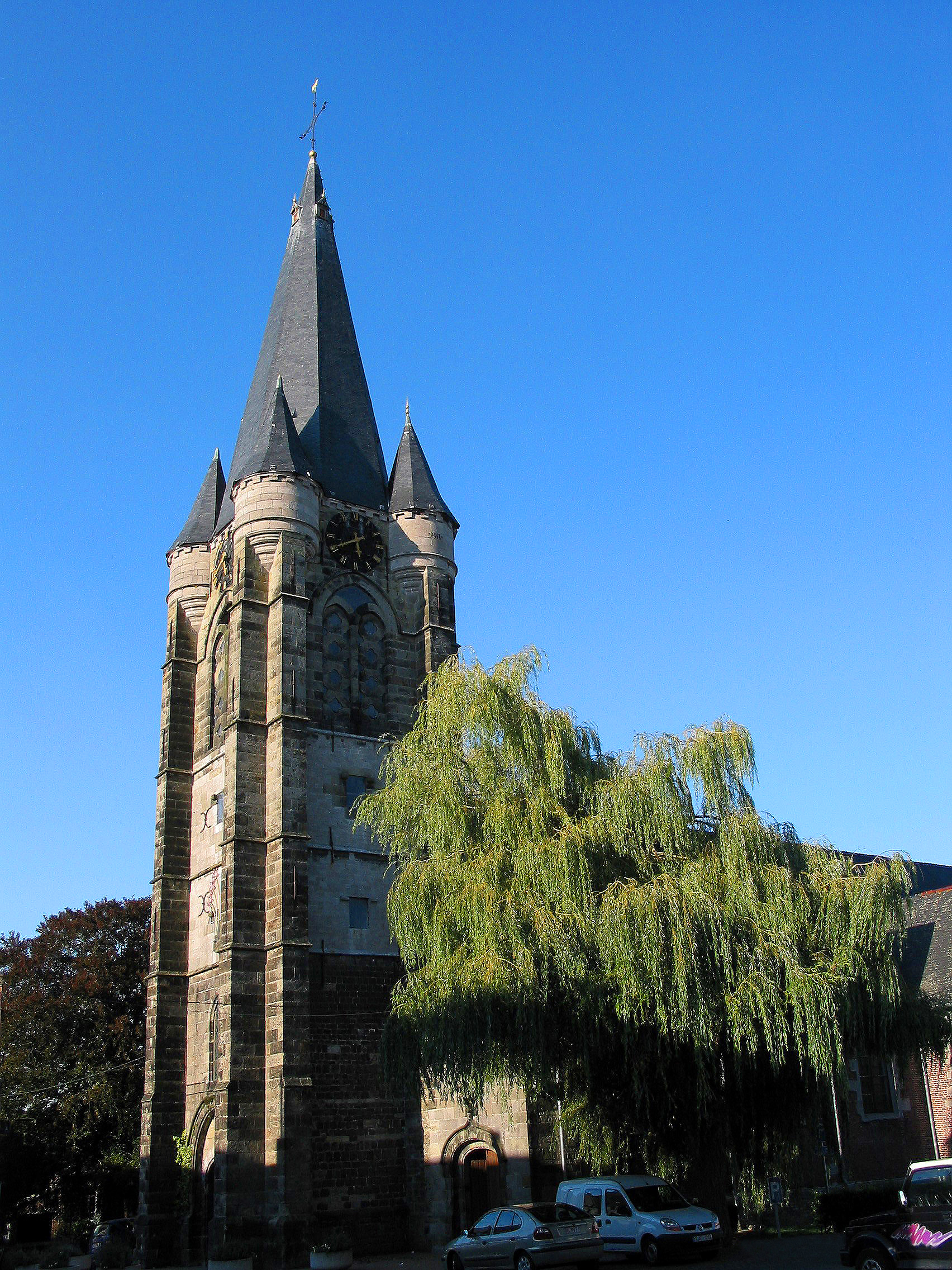
Kirche Saint-Martin